# Turnerschaft Philippina-Saxonia Marburg
Die Turnerschaft Philippina-Saxonia ist eine dachverbandsfreie, farbentragende und fakultativ schlagende Studentenverbindung an der Philipps-Universität Marburg. Die Turnerschaft vertritt das Studien- sowie das Sportprinzip und ist politisch sowie religiös nicht gebunden.
Die freien Marburger Turnerschaften Philippina (1880) und Saxonia (1886) haben sich 2004 zur Turnerschaft Philippina-Saxonia zusammengeschlossen. Des Weiteren führt die Philippina-Saxonia die Tradition der Turnerschaft Arminia Gießen fort.

## Geschichte

### Geschichte der Turnerschaft Philippina

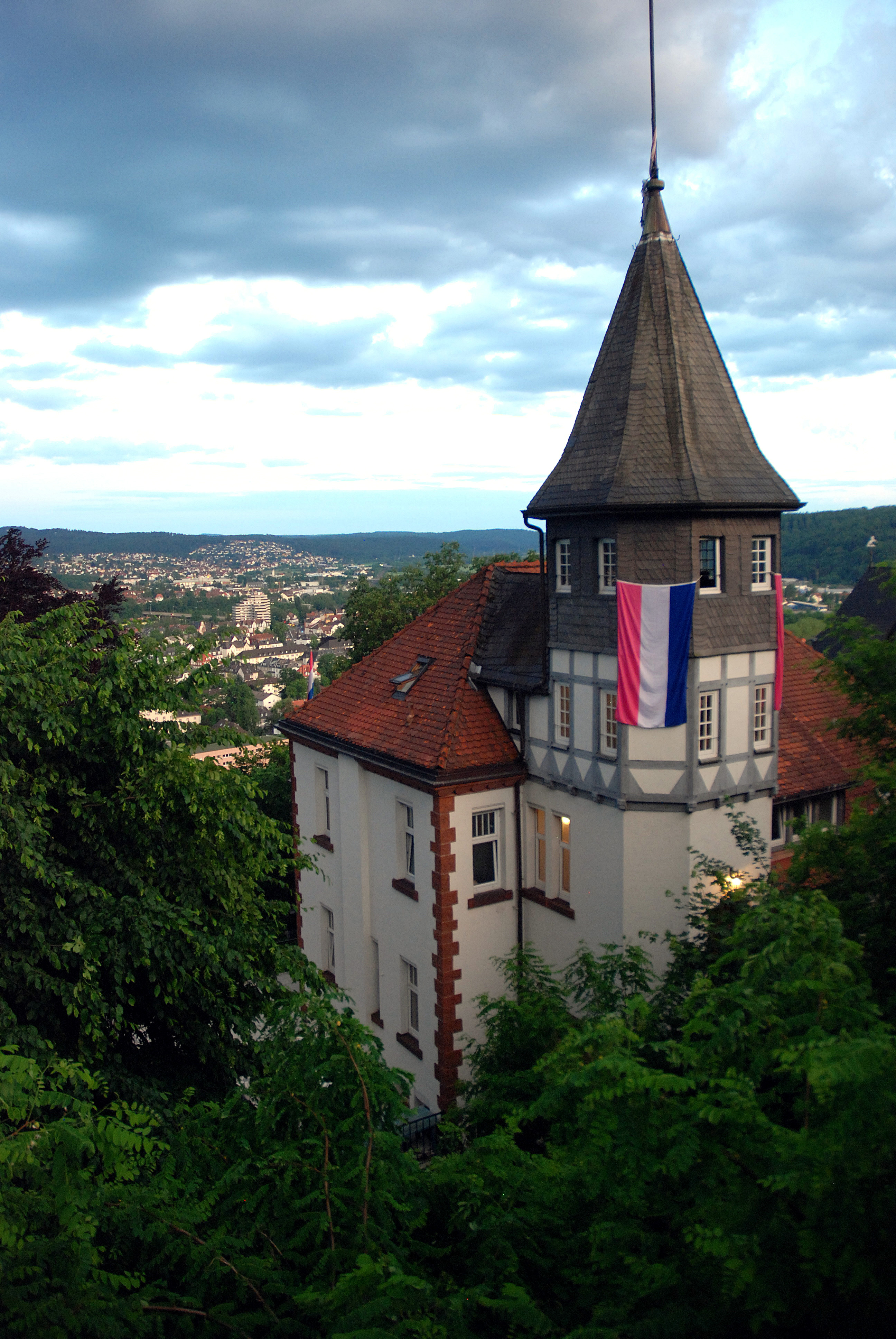
Philipperhaus 2010

#### Die Anfänge
Am 6. Juni 1880 wurde der Akademische Turnverein Philippina im Turnergarten in Marburg gegründet. § 1 der Satzung lautete: Der am 6. Juni 1880 zu Marburg gegründete Akademische Turnverein Philippina hat den Zweck, die jugendliche Frische des studentischen Lebens hauptsächlich durch Leibesübungen anzuregen und zu pflegen. Die Farben waren Rosa-Weiß-Moosgrün und der Wahlspruch Sana mens in corpore sano (lat. „Ein gesunder Geist in einem gesunden Körper.“). Universitätsrektor Ludwig Enneccerus erlaubte 1881 das Tragen des rosa-weiß-moosgrünen Bandes und der Mütze in der Öffentlichkeit.
Im Dezember 1880 wurde die Philippina in den Cartellverband der Akademischen Turnvereine (CV) aufgenommen, deren Vorsitz die Philippina 1893 bis 1896 stellte.  Die „unbedingte Satisfaktion“ aller Mitglieder wurde de facto eingeführt, de jure gab es ein Ehrengericht, bestehend aus fünf Mitgliedern.
Die Mitglieder trafen sich zuerst in verschiedenen Kneipen, unter anderem im Lokal Zum akademischen Schwiegervater. Später war der Schützenpfuhl (Altes Wirtshaus an der Lahn) für über 25 Jahre Treffpunkt. Exkneipe und Frühschoppen-Lokal war von 1882 bis 1922 das Moritz Lederer.
Der Dachverband benannte sich zwischenzeitlich in Vertreter-Convent (VC) um. Die Philippina hatte auch nach 1896 mehrmals den Vorsitz inne: 1901–04, 1913–16, 1920–22 und 1927–29. Zum Ende des Vorsitzes 1896 setzte Philippina durch, dass sich die im VC zusammengeschlossenen Akademischen Turnvereine in Turnerschaften umbenennen, um sich besser von den nichtschlagenden Akademischen Turnvereinen abgrenzen zu können.

#### Das frühe 20. Jahrhundert
1903 erschien die erste Alte-Herren-Zeitung, um die Kontakte zwischen Alten Herren und Aktivitas zu intensivieren. Die Grundsteinlegung für das Philipperhaus fand im Sommersemester 1906 statt. Architekt war Wilhelm Mackensen. Das Haus in der Lutherstraße 21 wurde im Sommer 1907 eingeweiht.
Am Zustandekommen des Marburger Abkommens von 1911 war die Philippina durch ihren Bundesbruder Neumann maßgeblich beteiligt. Am 26. Juli 1912 kam es zur Gründung des Blauen Rings mit anderen Turnerschaften (Eberhardina Tübingen, Ghilbellina München, Markomanno-Albertia Freiburg, Rhenopalatia Heidelberg, Suevia Breslau) zwecks Vertretung gemeinsamer Interessen im VC.
Im August 1914 erfolgte vorübergehend die Suspendierung, doch bereits im Sommersemester 1915 konnte die Philippina wieder reaktiviert werden. Im Mai 1929 wurde der 400. Philipper aktiv.
Das Segelschulschiff Niobe versank am 26. Juli 1932 vor Fehmarn. Bundesbruder Richard Sander, seit 1919 aktiv, opferte sein Leben um seine Kameraden zu retten. Inschrift auf der Gedenktafel im Philipperhaus: „Der Wert eines Menschen bestimmt sich an der Größe seines Opfers.“
Der 43 Jahre lang tätige Couleurdiener Schepp verstarb im Mai 1933 während des Bandagierens eines Paukantens. Auf Grund nationalsozialistischer Tendenzen trat die Philippina am 14. November 1934 aus dem VC aus. Im November 1935 wurde Philippina erneut suspendiert, nachdem die SA das Haus besetzt hatte; am 12. April 1939 erfolgte die Wiederbegründung des aktiven Bundes als Kameradschaft Richard Sander.

#### Nach dem Zweiten Weltkrieg
Im Januar 1950 wurde das eigene Haus (vorher unter amerikanischer Nutzung) vom zwischenzeitlich bestimmten Treuhänder angemietet und 1953 der L! Rhenania zu Jena und Marburg vorübergehend ein Gastrecht im Keller eingeräumt. Unter tatkräftiger Unterstützung von AH Vogelsang wurde der Bund am 22. April 1950 wieder aufgebaut. Seit Sommersemester 1955 heißt der Bund wieder Turnerschaft Philippina.
Am 14. Juli 1957 übernahm Philippina das Präsidium im Coburger Convent, welchem sie zwischenzeitlich beigetreten war. Im Mai 1958 kam es zur Wiederbegründung des Blauen Rings auf den Philipperhaus und am 21. Juni 1969 erfolgte der Beschluss zur Abschaffung der Pflichtmensur, wodurch ein Ausscheiden aus dem Coburger Convent unvermeidlich wurde.
Im Oktober 1970 erfolgte dann die Gründung des Vorläufers des Marburger Konventes auf dem Philipperhaus, 1986–1987 stellte die Philippina das Präsidium im Marburger Konvent (MK). Im Sommersemester 1996 erfolgte jedoch der Austritt aus dem MK.
Am 1. Mai 2004 kam es schließlich zur Verschmelzung mit der Turnerschaft Saxonia zur Turnerschaft Philippina-Saxonia.

### Geschichte der Turnerschaft Saxonia

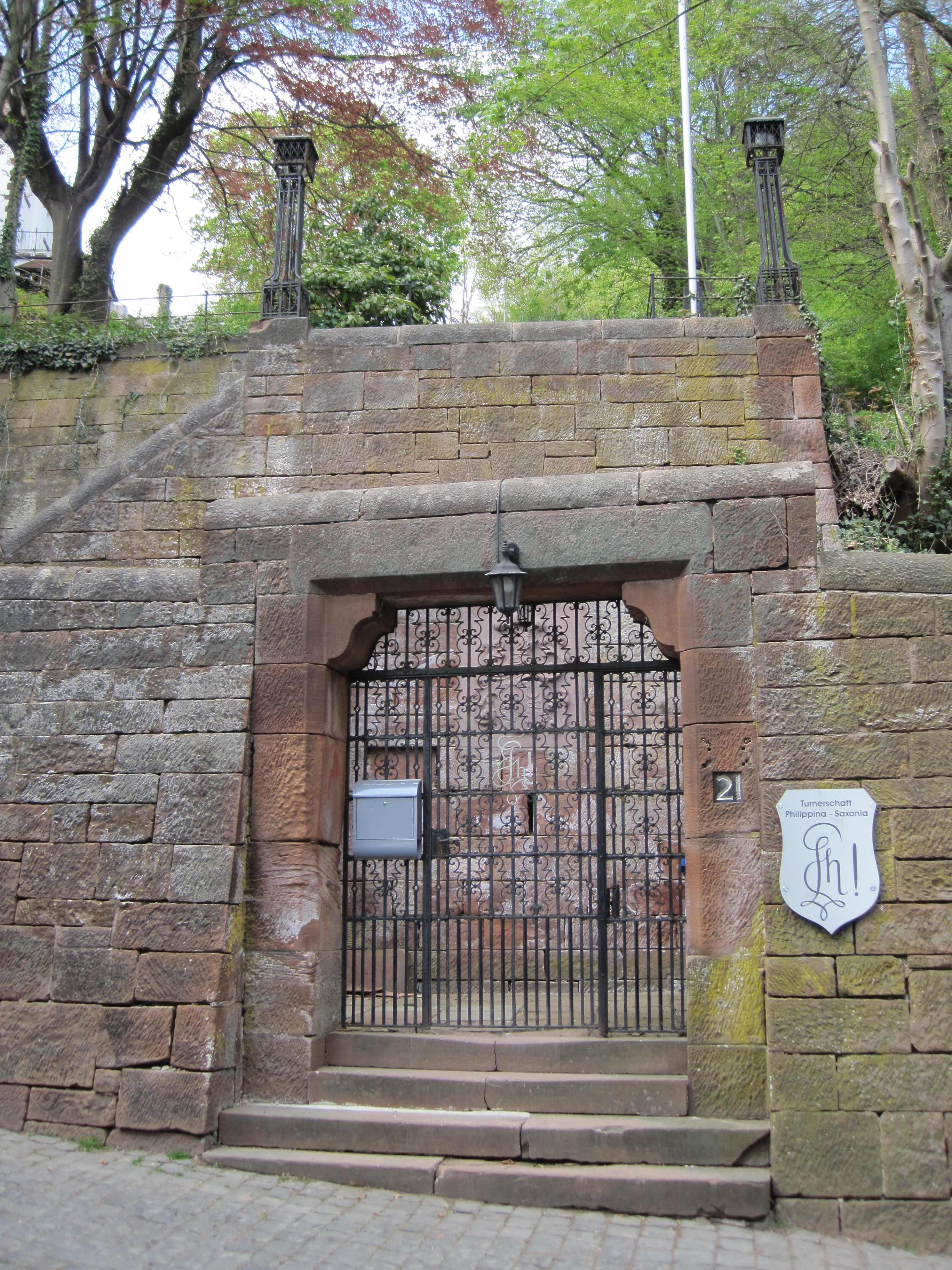
Treppenaufgang an der Lutherstraße

Am 23. Juli 1886 kam es zur Gründung des Academischen Pharmaceuten-Verein Marburg in der Gaststätte Wyck mit den (zunächst nicht getragenen) Farben Dunkelblau-Weiß-Hellblau, durch Abtrünnige der Pharmacia (heute Landsmannschaft Hasso-Borussia), da sie die Aufweichung der pharmazeutischen Prinzips ablehnten. Die unbedingte Satisfaktion wird am 24. Februar 1891 Bundesobligatorisch sowie das Tragen von Couleur in Form von Bier- und Weinzipfel im Wintersemester 1893/94.
Im Wintersemester 1894/95 folgte die Umbenennung in Wissenschaftlicher Verein Saxonia zu Marburg mit dem Wahlspruch: „In Treue fest!“, aufgrund von Nachwuchsmangel und Aufgabe des pharmazeutischen Prinzips. Am 15. Oktober 1897 wurde die Saxonia Gründungsmitglied im Teutoburger Chargierten-Convent (TCC), es kam zur Umbenennung in Allgemein-Wissenschaftliche Verbindung Saxonia. 1898 wurde das Vollcouleur und 1902 die Bestimmungsmensur eingeführt. Nach dem Austritt aus dem TCC und Abschaffung des naturwissenschaftlichen Prinzips wurde der Name wiederum geändert in Freischlagende Verbindung Saxonia zu Marburg. Saxonia orientierte sich um und wählte das Turnprinzip als neue Richtung. Somit wurde 1908 die Saxonia in den Vertreter-Convent aufgenommen, unter Umbenennung in Turnerschaft im VC Saxonia. Das Haus in der Lutherstraße 9 wurde als Verbindungshaus 1907 gekauft (Umbau 1926).
Am 27. Februar 1915 musste die Saxonia suspendiert werden, da die gesamte Aktivitas im Felde stand. Im Sommersemester 1919 stellte die Philippina zur Wiederbelebung Saxonias vier Burschen und zwei Füxe ab. Dafür war Saxonia im Sommersemester 1920 der stärkste VC Bund Marburgs (30 Aktive). Am 27. Oktober 1935 kam es erneut zu einer Suspendierung des Bundes, der am 14. Mai 1938 als Kameradschaft Kärnten reaktiviert werden konnte. Am 28. März 1945 wurde das Haus beschlagnahmt und für die Lazarettverwaltung genutzt.
Im Sommersemester 1949 erfolgte die Wiedergründung der Aktivitas als Turnvereinigung Studierender zu Marburg und im darauffolgenden Semester die Umbenennung in Turnerschaft Saxonia. Im Juli 1951 wurde das Haus wieder zurückgegeben und der Eintritt in den Coburger Convent erfolgte.
Am 10. November 1956 kam es zur Aufnahme der Altherrenschaft der Turnerschaft im VC Arminia zu Gießen. Im Sommersemester 1994 wurde Saxonia aus dem Coburger Convent ausgeschlossen, da Saxonia Mitglieder endgültig aufgenommen hatte, obwohl diese nicht die nach der Satzung des Coburger Convents verpflichtenden Mensuren geschlagen hatten (Verstoß gegen das pflichtschlagende Prinzip).
Philippina stellt erneut im Sommersemester 1997 zwei Unterstützungsburschen, um den Aktivenbetrieb aufrechtzuerhalten. Am 1. Mai 2004 kommt es dann zur Verschmelzung der Altherrenverbände der Turnerschaft Philippina und der Turnerschaft Saxonia zum Altherrenverband der Turnerschaft Philippina-Saxonia. Die Mitglieder der aktiven Bünde gründen den neuen Bund Turnerschaft Philippina-Saxonia.

### Geschichte der Turnerschaft Arminia Gießen

#### Von der Schülerverbindung zur Burschenschaft
Am 14. Januar 1882 wurde durch fünf Schüler des Gymnasiums in Gießen ein literarisches Kränzchen gegründet. Hieraus entwickelte sich 1883 ein Wikingerbund. Allerdings war zu erwarten, dass mit Verlassen des Gymnasiums durch die Mitglieder, dieser aufhören würde zu existieren. Somit wurde der Wikingerbund aufgelöst und im SS 1885 der „Literarische Verein“ als studentische Verbindung gegründet. Als Mitglieder der Burschenschaft Neogermania Berlin und Burschenschaft „Auf dem Fürstenkeller“ Jena sich anschlossen wurden die Prinzipien des Allgemeinen Deutschen Burschenbundes (ADB) übernommen. So entstand am 26. November 1885 die Burschenschaft Arminia Gießen, welches bis heute als Gründungsdatum angesehen wird.

#### Burschenschaft Arminia Gießen
Mit dem Eintritt in den Allgemeinen Deutschen Burschenbund wurde Vollcouleur aufgenommen und die Farben schwarz-gold-rot, sowie der Wahlspruch: „Freiheit, Ehre, Vaterland /Vorwärts zum Ziel / Aufwärts zur Wahrheit“ gewählt. Gerade durch die Offenheit gegenüber jüdischen Mitgliedschaften wuchs die Verbindung schnell und 1891 konnte der Altherrenverband gegründet werden. Dieser Zuwachs hielt jedoch nicht lange an und führte durch Mitgliedermangel zwischen 1896 und 1903 zur Suspendierung des Bundes. Das zweite Problem war der Prinzipenstreit mit der ADB, da dieser zwar unbedingte Satisfaktion verlangte, aber die Bestimmungsmensur ablehnte. Somit kam es zwischen 1914 und 1918 abermals zur Suspendierung. Nachdem 1919 der Korporationsbetrieb wieder aufgenommen werden konnte, wurde 1923 das Haus in der Schützenstr. 2 in Gießen gekauft.
Da die Auseinandersetzungen mit dem ADB Aufgrund der Einführung der Pflichtmensur immer noch nicht geklärt wurden, schloss die Arminia Gießen im SS 1925 ein Paukverhältnis mit der Burschenschaft Teutonia Frankfurt und trat 1926 aus dem ADB aus. Jedoch waren die Fechtmöglichkeiten immer noch zu wenig und so begann die suche nach einem neuen Dachverband. So wurde die Arminia „freie Turnerschaft“ um in den Vertreter-Convent (VC) einzutreten.

#### Turnerschaft Arminia Gießen
Die Aufnahme in den Vertreter-Convent (VC) erfolgte 1928 und am 23. Juni 1928 trat bei dem oberhessischen Turnerschaftentag in Marburg die Arminia erstmals offiziell als VC Turnerschaft auf. Gerade dort wurde auch das Verhältnis zu der Turnerschaft Saxonia immer freundschaftlicher, da besonders die sehr freundlich auf die neuen VC-Mitglieder zugingen.
Um die Liquidation um ein Aufgehen in die NSDStB zu vermeiden, wurde die Aktivitas 26. Oktober 1935 aufgelöst. Während des NS-Regimes beteiligten die Arminen sich an der Kameradschaft Ulrich von Hutten auf dem Haus der Burschenschaft Frankonia Gießen.
Nach dem Zweiten Weltkrieg war Gießen zu 80 % durch Bomben zerstört. Die Justus-Liebig-Universität Gießen und das Arminenhaus waren ein Trümmerhaufen. Die Uni wurde nur zaghaft erneuert und die Überlegung war sie zur Philipps-Universität Marburg zu verlagern. Zwecks der Rekonstituierung des Bundes trafen sich am 1. Oktober 1947 die verbliebenen Alten Herren. Ohne Aktivitas und ohne Haus wurde das Freundschaftsverhältnis zu der Turnerschaft Saxonia genutzt, um sich als Altherrenverband der Turnerschaft Saxonia anzuschließen und somit die Tradition der Turnerschaft Arminia Gießen weiterzuführen.
Die Aufnahme des Altherrenverbands durch die Turnerschaft Saxonia erfolgte am 10. November 1956. Die „Alten Arminen“ durften ihr Band verdeckt unter dem Saxenband tragen. Noch heute feiert die Turnschaft Philippina-Saxonia zum Ende jedes Wintersemesters die Arminenkneipe zu Ehren der Turnerschaft Arminia Gießen. Ebenso darf eine Traditionspartie auf das Arminenband geschlagen werden. Die Kellerkneipe auf dem Philipperhaus, der sog. Rhenanenkeller, ist u. a. mit Devotionalien der Arminia geschmückt.

## Freundschaftsverhältnisse
Vom 24. Juli 1894 bis zum 24. Juni 1898 bestand ein Kartell der Philippina mit der Turnerschaft Germania Bonn.
- ab SS 2000: Alte Turnerschaft Eberhardina-Markomannia Tübingen
- WS 2005/2006 – WS 2014/15 Turnerschaft Cheruscia Göttingen

## Couleur

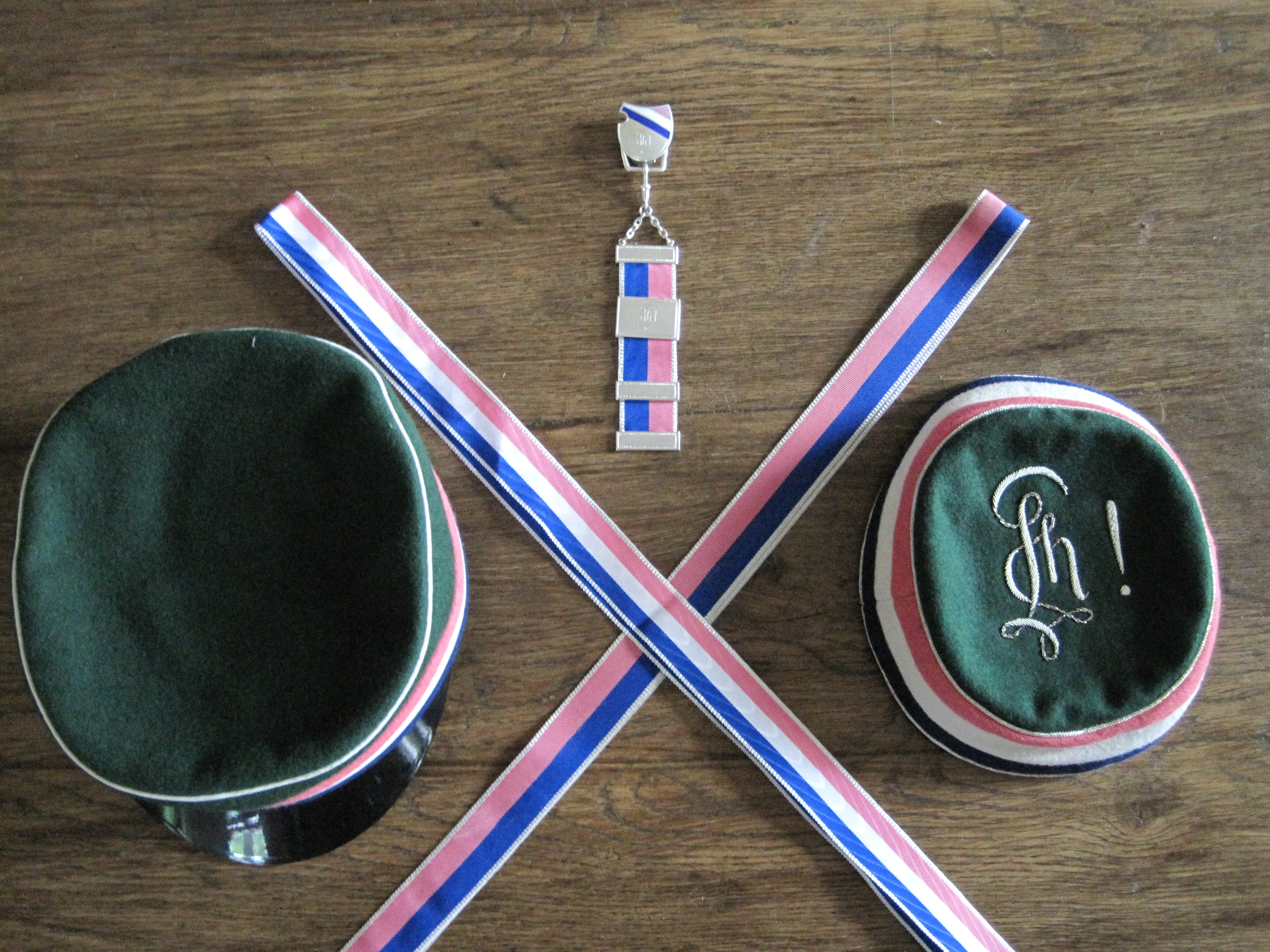
Aktuelles Couleur von Philippina-Saxonia

### Philippina
Die Farben der Turnerschaft Philippina rosa-weiß-moosgrün beziehen sich auf die Farben (rot-weiß-grün) der Turnbewegung von 1881 in abgeschwächter Form. Ebenso ist das Turnerkreuz mit den vier „F“ (frisch, fromm, fröhlich, frei) bis heute Bestandteil des Wappens. Die ersten Pekeschen waren rosa mit weißgrünen Schnüren sowie ein Barett mit rosa-weiß-moosgrünen Federn. Später wurden die Pekeschen, Kneipjacken und Mützen dunkelgrün. Mitglieder die vor der Fusion bei Philippina eingetreten sind, dürfen ihr altes Band unter dem neuen Band tragen.

### Saxonia
Nach der Abspaltung der Pharmacia wurden die Farben dunkelblau-weiß-hellblau gewählt. Aufgrund der Ähnlichkeit mit den Bändern der Landsmannschaft Hasso-Borussia mussten die Bänder der Mitglieder von Saxonia umgedreht werden. Nach Einführung von Vollcouleur am 17. April 1898 war die erste Mütze eine hellblaue Tuchmütze. Nach einer Beschwerde über die Ähnlichkeit der Mützen des Corps Teutonia wurde ab dem 16. Juli 1898 ein Stürmer als Kopfcouleur getragen. Dieser wurde am 30. Juni 1899 durch eine hellblaue Seidenmütze ersetzt.

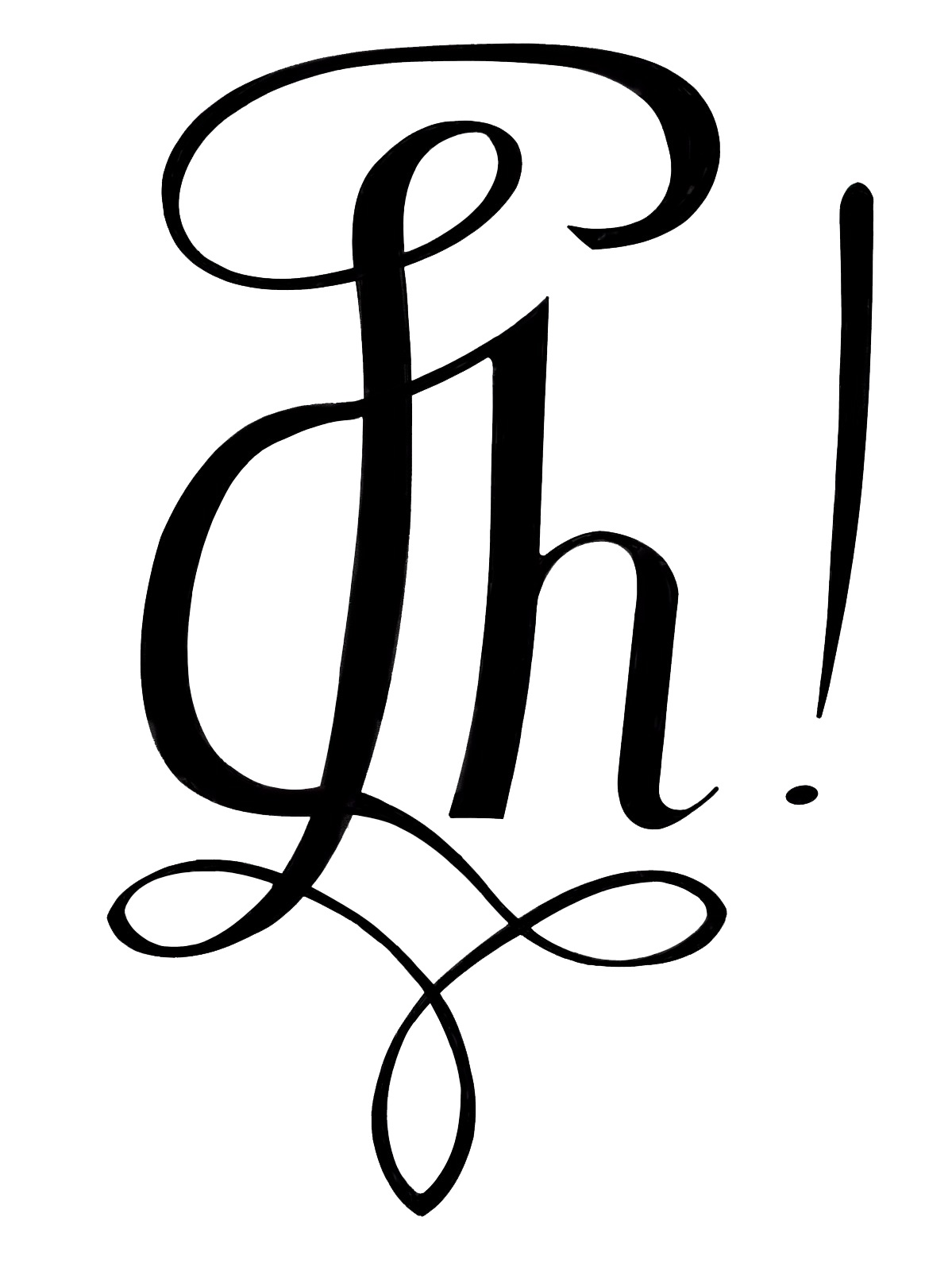
Zirkel von Philippina-Saxonia

### Philippina-Saxonia
Nach der Fusion einigte man sich auf die Farbkombination rosa-weiß-dunkelblau. Die dunkelgrüne Farbe der Philipper-Mütze und Kneipjacke wurde übernommen. Dafür wurden die dunkelblauen Pekeschen der Saxonia für das Chargieren beibehalten. Neben der Mütze ist es möglich ein Hinterhauptcouleur zu tragen. Zum Vollcouleur gehören Band, Mütze/Hinterhauptcouleur und Zipfelbund, welches zum Anzug getragen wird. Das Burschenband ebenfalls ist rosa-weiß-dunkelblau mit silberner Perkussion und das Fuxenband rosa-dunkelblau. Mitglieder, die vor der Fusion eingetreten sind, dürfen ihr altes Band unter dem neuen Band tragen.
Die Chargierten tragen zu hochoffiziellen Veranstaltungen die Traditionsfarben unter dem Philipper-Saxen-Band.

## Bekannte Mitglieder
| Name                    | Lebensdaten | Beruf                                                                               | Aktiv                                            | Urbund     |
| ----------------------- | ----------- | ----------------------------------------------------------------------------------- | ------------------------------------------------ | ---------- |
| Friedrich Bindewald     | 1862–1940   | Kunstmaler und Mitglied des Deutschen Reichstags                                    | 1886–1890 Ehrenmitglied                          | Arminia    |
| Eduard David            | 1863–1930   | Politiker der SPD                                                                   | WS 1885/86                                       | Arminia    |
| Heinrich Danneel        | 1867–1942   | Elektrochemiker und Universitätsprofessor in Münster                                | WS 1888/89                                       | Philippina |
| Simon Katzenstein       | 1868–1945   | Politiker der SPD                                                                   | WS 1885/86                                       | Arminia    |
| Emil Fuchs              | 1874–1971   | evangelischer Theologe                                                              | 1894 aktiv, 1899 Ehrenmitglied, 1919 ausgetreten | Arminia    |
| Carl Knetsch            | 1874–1938   | Archivar und Historiker                                                             | 1893 aktiv                                       | Philippina |
| Otto Rose               | 1882–1952   | Journalist und Politiker (NLP, DVP, NSDAP), Mitglied der Hamburgischen Bürgerschaft | 1903/04 aktiv                                    | Arminia    |
| Heinrich Wilhelm Kranz  | 1897–1945   | nationalsozialistischer „Rassenhygieniker“ und Universitätsrektor                   | SS 1918                                          | Philippina |
| Heinrich Schönhals      | 1901–1981   | Jurist und kommissarischer Oberbürgermeister von Offenbach am Main                  | 1920                                             | Arminia    |
| Adolf Butenandt         | 1903–1995   | Biochemiker und Nobelpreisträger für Chemie                                         | WS 1920/21                                       | Philippina |
| Georg Scherdin          | 1904–1975   | Grenzlandforscher, SD-Mann und Architekt, NSDAP-Mitglied                            | WS 1924/25                                       | Arminia    |
| Willy Borngässer        | 1905–1965   | evangelisch-lutherischer Pfarrer und Kommunalpolitiker                              | 1925                                             | Arminia    |
| Herbert Albers          | 1908–2001   | Gynäkologe und Medizinprofessor, NSDAP-Mitglied                                     | WS 1929/30                                       | Philippina |
| Paul-Günter Pötz        | 1923–2017   | Ministerialdirigent im Bundesjustizministerium                                      | SS 1946                                          | Saxonia    |
| Volker Beuthien         | * 1934      | Wirtschaftsjurist                                                                   | SS 1954                                          | Philippina |
| Bernd-Joachim Hackelöer | * 1945      | Gynäkologe und Medizinprofessor                                                     | SS 1965                                          | Saxonia    |